# Ecosistemul arhipelagului Galápagos

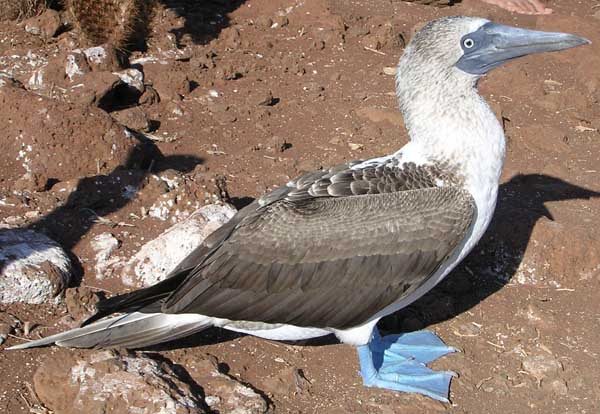
Pescăruş cu picioare albastre

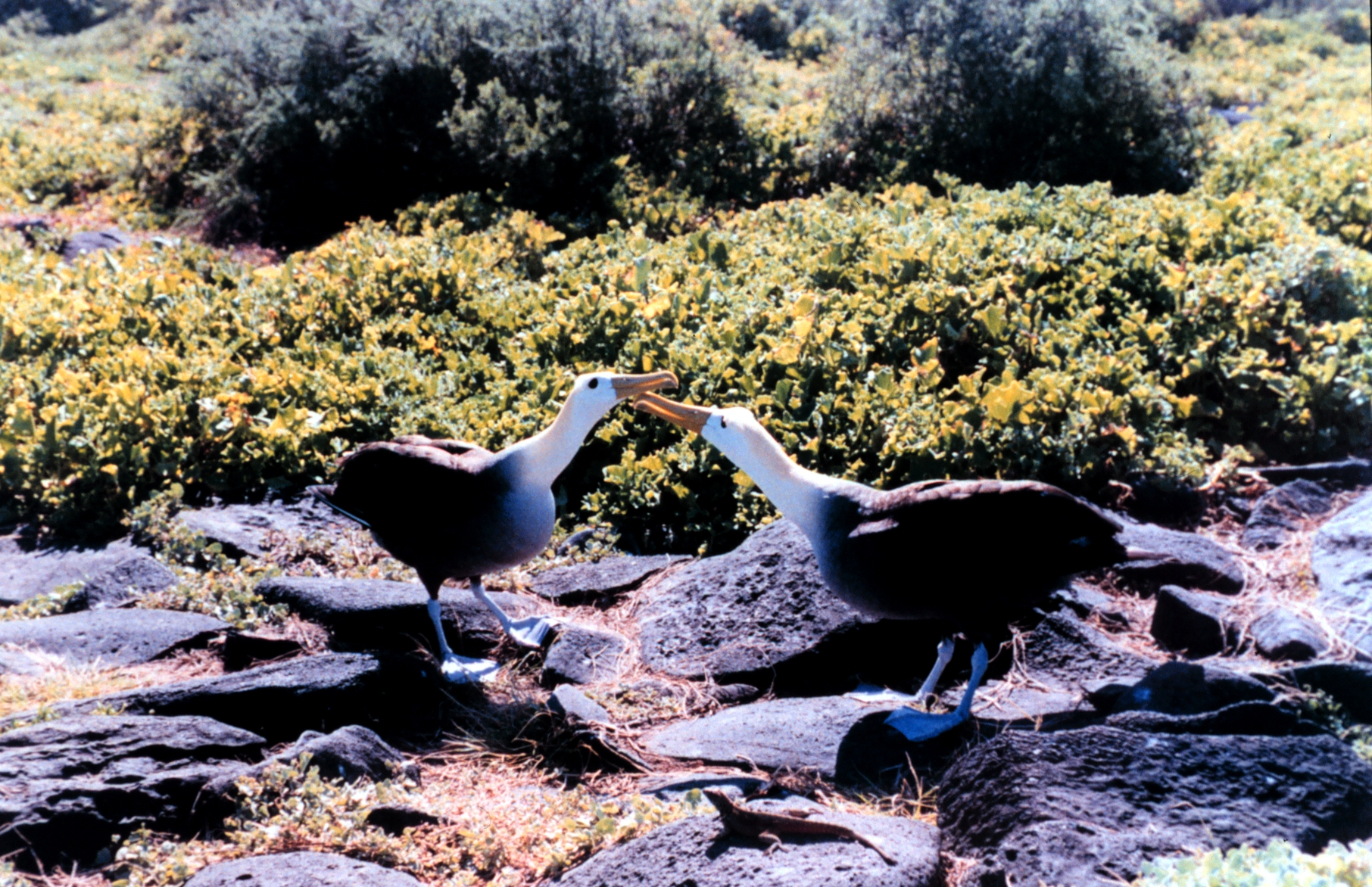
Albatroşi

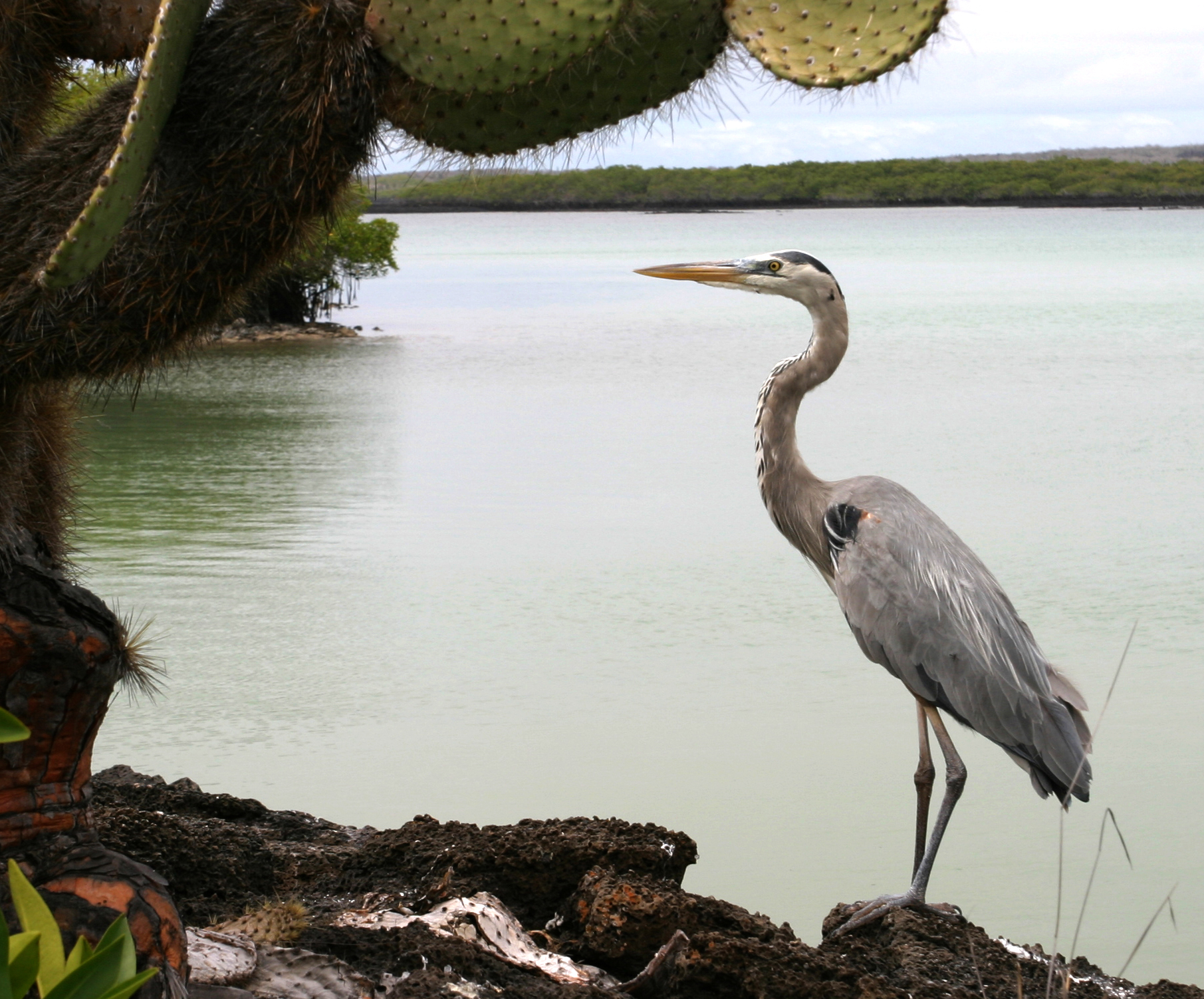
Egretă

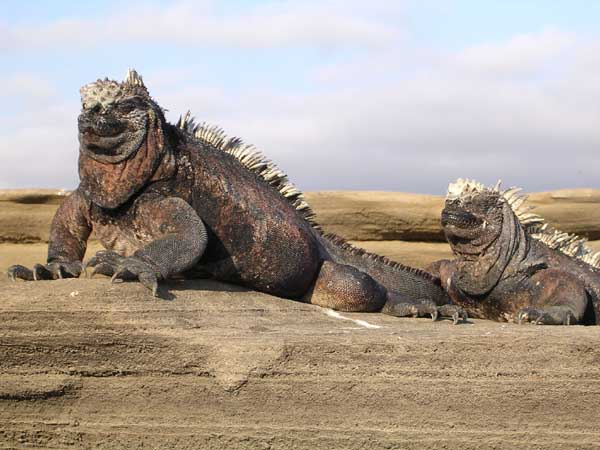
Iguană de mare

Așezarea la Ecuator și izolarea insulelor Galapagos, care de altfel se numără printre cele mai izolate locuri din lume, au dus la dezvoltarea unui ecosistem unic, cu o biocenoză specială și unică pe Glob.

## Caracteristici meteorologice
Pe arhipelag se disting două anotimpuri, unul ploios în intervalul ianuarie-iulie și unul secetos din iulie până în decembrie. Perioada rece este cuprinsă între mai și iulie, când temperatura coboară până la 18-20°C. Uraganul „El Nino” bântuie regiunea din preajmă, fiind unul dintre fenomenele meteorologice care afectează întreg Oceanul Pacific. Aceasta face ca precipitațiile pe insule să fie imprevizibile, generând atat secete cât și ploi torențiale. Pe insula Isabela, una din insulele mari ale arhipelagului, se află muntele Azul cu cel mai înalt vârf din zonă – 1689m.

## Biocenoză
Biocenoza pe arhipelag este reprezentată de animale cu adaptări extreme, unele dintre cele mai unice din lume, precum și de 700 de specii de plante din care 40% sunt endemice sau specifice regiunii. În zona litorală și în regiunile joase de coastă cresc mangrove, plante rezistente ce prezintă adaptări la conținutul crescut de sare al apei de mare. Deasupra zonei litorale se află zona aridă, dominată de cactuși giganți. O dată cu creșterea altitudinii apar pădurile, după care, pe insulele mai înalte, se dezvoltă vegetația de înălțime unde domină arborele de mușchi (Scalesia) si orhideea. Dintre animale, aici viețuiesc țestoase uriașe (cele mai mari din lume), iguane, cormorani, balene cu cocoașe. La țărmuri se întâlnesc specii rare de reptile, pasărea Darwin (specie endemică), crabi roșii, egrete, pescăruși cu picioare albastre, albatroși și cintezoi de Galapagos, devenite celebre datorită teoriei evoluționiste. 

## Particularități distinctive
Ecosistemul insulelor Galapagos, cu biodiversitatea sa excepțională, a permis lui Charles Darwin să ajungă la adevărurile care au stat la baza elaborării teoriei evoluționiste. Supranumit și „laboratorul natural al evoluției speciilor”, arhipelagul Galapagos a fost principala sursă de argumente care a sustinut teoria „Originii speciilor”. Ecosistemul Galapagos, alcătuit din mai multe ecosisteme, se manifestă ca un tot unitar, ca o entitate bine conturată. Componentele lui (subsistemele și sistemele, la rândul lor, așezate într-o altă ierarhie), reprezentate de populațiile de plante și animale, sunt într-o perfectă interacțiune, asigurându-i integralitatea, trăsătura esențială care definește orice sistem. Altă particularitate a ecosistemului arhipelagului Galapagos este că animalele nu au frică de om, dat fiind faptul că s-au dezvoltat în lipsa acestuia.